# NGC 5710
NGC 5710 ist eine 13,0 mag helle Elliptische Galaxie vom Hubble-Typ „E1“ im Sternbild Bärenhüter.
Sie wurde am 20. April 1792 von Wilhelm Herschel mit einem 18,7-Zoll-Spiegelteleskop entdeckt, der sie dabei mit „vF, vS“ beschrieb.